# Теренкольський сільський округ (Казталовський район)
Теренко́льський сільський округ (каз. Тереңкөл ауылдық округі, рос. Теренкольский сельский округ) — адміністративна одиниця у складі Казталовського району Західноказахстанської області Казахстану. Адміністративний центр — село Нурсай.
Населення — 798 осіб (2021; 1128 у 2009, 1405 у 1999, 1480 у 1989).
Станом на 1989 рік існувала Теренкольська сільська рада (села Беспшен, Мереке, Нурсай).

## Склад
До складу округу входять такі населені пункти:
| Населений пункт | Старі назви             | Населення, осіб (1989) | Населення, осіб (1999) | Населення, осіб (2009) | Населення, осіб (2021) |
| --------------- | ----------------------- | ---------------------- | ---------------------- | ---------------------- | ---------------------- |
| Беспішен, село  | Беспшен, імені Енгельса | 284                    | 312                    | 229                    | 155                    |
| Мереке, село    | -                       | 276                    | 214                    | 159                    | 56                     |
| Нурсай, село    | -                       | 920                    | 879                    | 740                    | 587                    |